# Åkeshov
Åkeshov – dzielnica (stadsdel) Sztokholmu, położona w jego zachodniej części (Västerort) i wchodząca w skład stadsdelsområde Bromma. Graniczy z dzielnicami Norra Ängby, Riksby, Åkeslund i Nockebyhov.
Według danych opublikowanych przez gminę Sztokholm, 31 grudnia 2020 r. Åkeshov liczył 869 mieszkańców. Powierzchnia dzielnicy wynosi 0,28 km².
Åkeshov jest jedną ze stacji na zielonej linii (T17 i T19) sztokholmskiego metra.